# Kokugakai
Die Kokugakai (japanisch 国画会) – etwa „Nationale Bildgesellschaft“ – ist eine japanische Künstlergruppe, die 1918 entstanden ist.

## Vorgeschichte
Im Januar 1918 gründeten Ono Chikkyō, Tsuchida Bakusen, Murakami Kagaku, Nonagase Banka und Sakakibara Shihō, alles junge Nihonga-Maler um die 30, die Künstlergruppe „Kokuga sōsaku kyōkai“ (国画創作協会).
1927 begrüßte die Künstlergruppe die Maler Umehara Ryūzaburō und Kawashima Riichirō als neue Mitglieder. Mit ihnen wurde eine Abteilung für Malerei im westlichen Stil (Yōga) eingerichtet. 1927 wurde mit Kaneko Kuheiji die Bildhauerabteilung und mit Tomomoto Kenkichi die Kunsthandwerkabteilung neu eingerichtet. 1928 kamen Sadao Tsubaki, Kōno Michisei und Takamura Kōtarō hinzu.
1928 löst sich die „Kokuga sōsaku kyōkai“ mit der verbliebenen Abteilung 1 (japanische Malerei) nach nur 10 Jahren Tätigkeit auf.

## Übersicht
Die 1927 neu gegründete zweite Abteilung der „Kokuga sōsaku kyōkai“, die westliche Malerei, Kunsthandwerk, Bildhauerei umfasste, blieb 1928 bestehen und nannte sich nun „Kokugakai“. Im April 1929 fand die erste Ausstellung (als vierte Ausstellung, wenn die Ausstellungen im Rahmen der ehemaligen „Kokuga sōsaku kyōkai“ mitzählt) statt. Danach gründete Hiratsuka Un’ichi 1931 die Abteilung für Grafik, dazu Nojima Yasuzō (野島 康三; 1889–1964) und andere 1939 die Fotoabteilung.
Die circa 440 gegenwärtigen (2021) Mitglieder verteilen sich auf die Abteilungen wie folgt:
| Malerei      | 180 Personen | 180 Personen | 180 Personen |
| Grafik       | 70 Personen  | 70 Personen  | 70 Personen  |
| Bildhauerei  | 70 Personen  | 70 Personen  | 70 Personen  |
| Kunstgewerbe | 80 Personen  | 80 Personen  | 80 Personen  |
| Fotografie   | 40 Personen  | 40 Personen  | 40 Personen  |

Derzeit findet jedes Frühjahr eine öffentliche Ausstellung statt.

## Mitglieder
- Fujita Yoshika (1929–1999), Maler
- Hiratsuka Un’ichi (1895–1997), Holzschnitt-Künstler
- Hoshi Morio (* 1934), Maler
- Inoue Satoru (* 1931), Maler
- Kanosue Hiroshi (1927–1991), Maler
- Kawaguchi Kigai (1892–1966), Maler
- Kawashima Riichirō (1886–1971), Maler
- Kōno Michisei (1895–1950), Maler
- Kubo Mamoru (1905–1992), Maler
- Bernard Leach (1887–1979), Töpfer
- Saitō Kiyoshi (1907–1997), Holzschnitt-Künstler
- Shimada Shōzō (1933–2016), Maler und Holzschnitt-Künstler
- Tomimoto Kenkichi, Töpfer
- Tsubaki Sadao (1896–1957), Maler
- Umehara Ryūzaburō, Maler
- Yamaguchi Gen, (1896–1976), Holzschnitt-Künstler
- Yamawaki Nobunori (1886–1952), Maler